# Closer (honkbal)
In het honkbal is een closer een werper die doorgaans in de negende (en daarmee meestal laatste) inning van een wedstrijd wordt ingezet. De term closer komt voort uit het feit dat (het de bedoeling is dat) deze werper de wedstrijd afsluit. Closers worden ingezet wanneer het team waarvoor ze spelen een (kleine) voorsprong heeft. Wanneer ze de wedstrijd inderdaad afsluiten door de laatste slagmannen van de tegenstander uit te gooien, krijgen ze onder bepaalde omstandigheden een zogenaamde save. Dit een officiële statistiek die wordt bijgehouden door de Major League Baseball.

## Gebruik
De closer van een team is doorgaans de beste relief werper. Een closer wordt doorgaans ingezet wanneer zijn team drie punten of minder voorsprong heeft in de negende inning. Het doel van de closer is daarmee om de laatste die slagmannen uit te gooien, zonder daarbij de voorsprong van zijn team te verspelen. Wanneer dat lukt, krijgt de closer een save toegekend. Het aantal saves dat een closer behaalt is daardoor een veel gebruikte maatstaf voor het meten van het succes van een closer.

## Bekende closers
- Mariano Rivera, heeft met 652 de meeste saves in handen voor alle spelers ooit in de MLB[1]
- Kenley Jansen, met (per juli 2023) 411 saves de succesvolste Nederlandse closer ooit in de MLB[1]